# Flyer I
Flyer I (znany także jako Wright Flyer oraz 1903 Flyer) – pierwszy samolot silnikowy na świecie; dwupłat o ramie z drewna świerkowego pokryty muślinem, którego konstruktorami byli Orville i Wilbur Wright przy współpracy Charliego Taylora, konstruktora silnika spalinowego ich samolotu. 
Na miejsce próbnych lotów bracia Wright wybrali wzgórza Kill Devil Hills w Karolinie Północnej. 14 grudnia 1903 poprzez rzut monetą rozstrzygnęli, że Wilbur dokona pierwszej próby lotu w tym dniu samolotem Flyer I. Samolot, sterowany przez Wilbura Wrighta, poderwał się z szyny startowej w powietrze, ale w odległości około 12 m (40 stóp) od miejsca startu spadł i wbił się w piach, co spowodowało niewielkie uszkodzenia przodu. Lot trwał 3,5 sekundy. Według innych źródeł Wilbur Wright przeleciał około 34 m (112 stóp) w czasie 4 sekund. Następne próby, po naprawie uszkodzeń samolotu Flyer I, odbyły się 17 grudnia 1903. Tego dnia, około 10:35, Orville Wright po raz pierwszy wzbił się w powietrze samolotem i po locie trwającym 12 sekund bezpiecznie wylądował w odległości około 37 m metrów (120 stóp) od miejsca, w którym oderwał się od ziemi. Tego dnia odbyły się łącznie cztery loty, z których czwarty, gdy samolotem sterował Wilbur Wright, był najdłuższy – 260 m (852 stóp) i trwał 59 sekund. Zaraz po tym locie gwałtowny podmuch wiatru przewrócił samolot Flyer I i miotając nim spowodował duże uszkodzenia. Flyer I już nigdy potem nie wzniósł się w powietrze.
Samolot cechował się niestatecznością podłużną i wymagał podczas lotu dużej akcji pilota. Zespół silnik-śmigła wraz z układem przeniesienia mocy był za słaby i nie wystarczał do samodzielnego startu. Z tego też względu przyjęty przez braci Wright układ konstrukcyjny do maszyny Flyer I nie rozpowszechnił się i nie jest stosowany. Udane loty zawdzięczał on dobrej sterowności i doświadczeniu braci Wright w lotach z szybowcami (też własnej konstrukcji).
Samolot był bardzo wrażliwy na warunki atmosferyczne. Pierwszy udany lot 17 grudnia 1903 rano odbył się przy prędkości wiatru 12 m/s i niskiej temperaturze. Warunki nie były sprzyjające, zatem lot był niestabilny i krótki. Jednakże loty braci Wright tą maszyną udowodniły, iż jest to samolot w pełni sterowny. I to zdecydowało o jego miejscu w historii lotnictwa. Odległość pokonana przez samolot wynosiła zaledwie 37 m metrów (120 stóp), ale przy mocnym przeciwnym wietrze. Stanowi to ekwiwalent przelotu poziomego o długości 160 metrów bez uwzględnienia wiatru.
Flyer I jest obecnie eksponatem w National Air and Space Museum w Waszyngtonie.

## Galeria

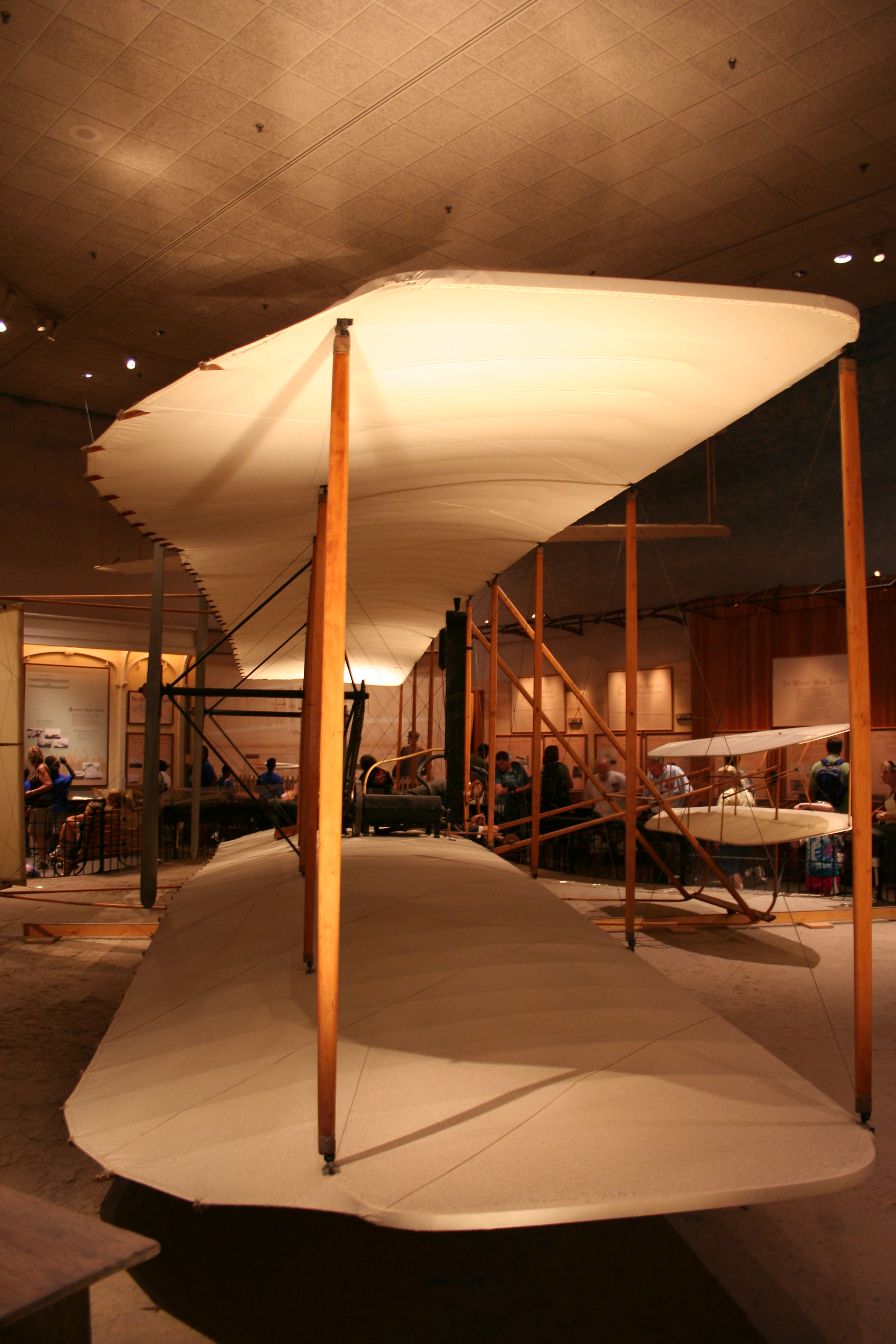
Flyer I w National Air and Space Museum w Waszyngtonie
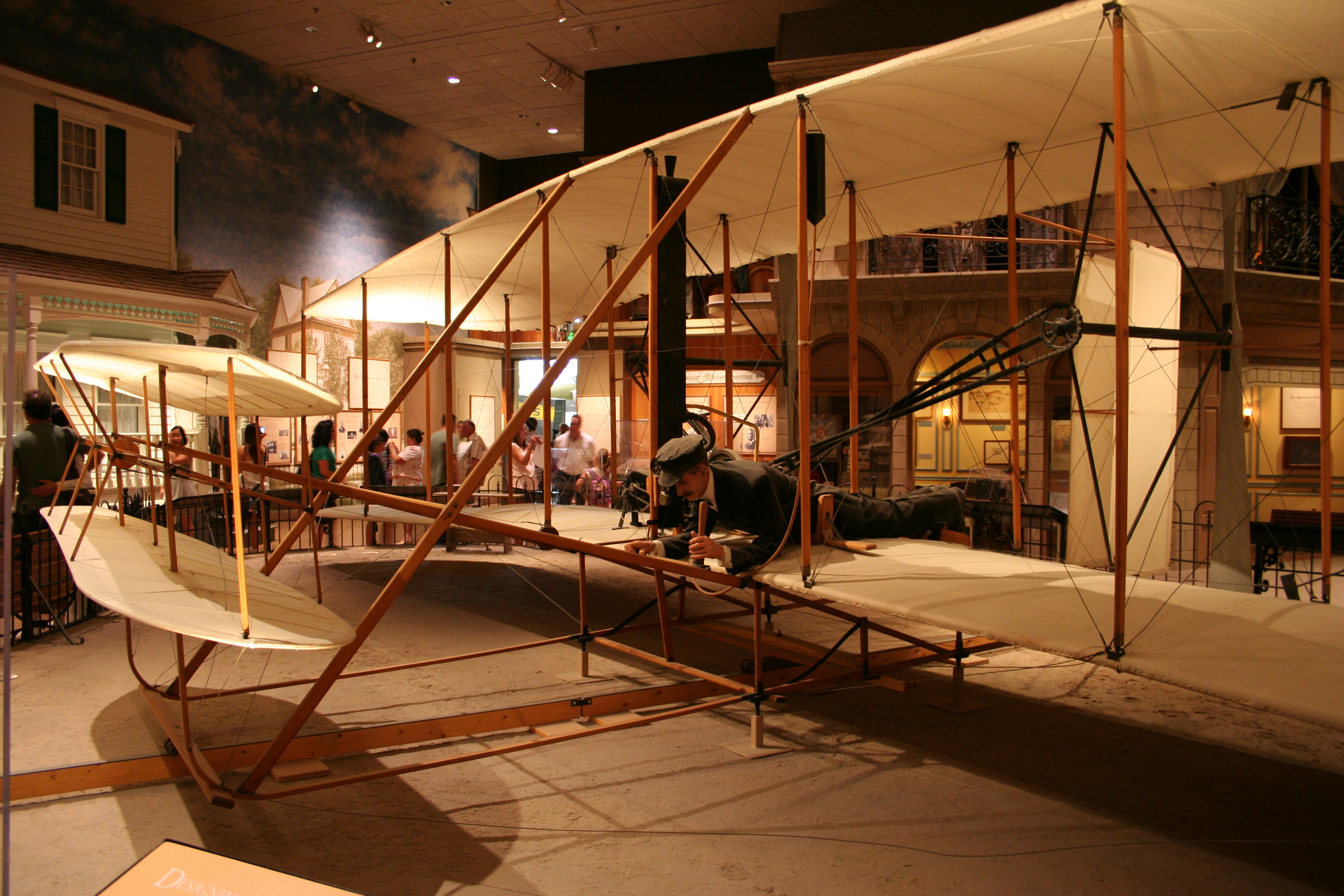
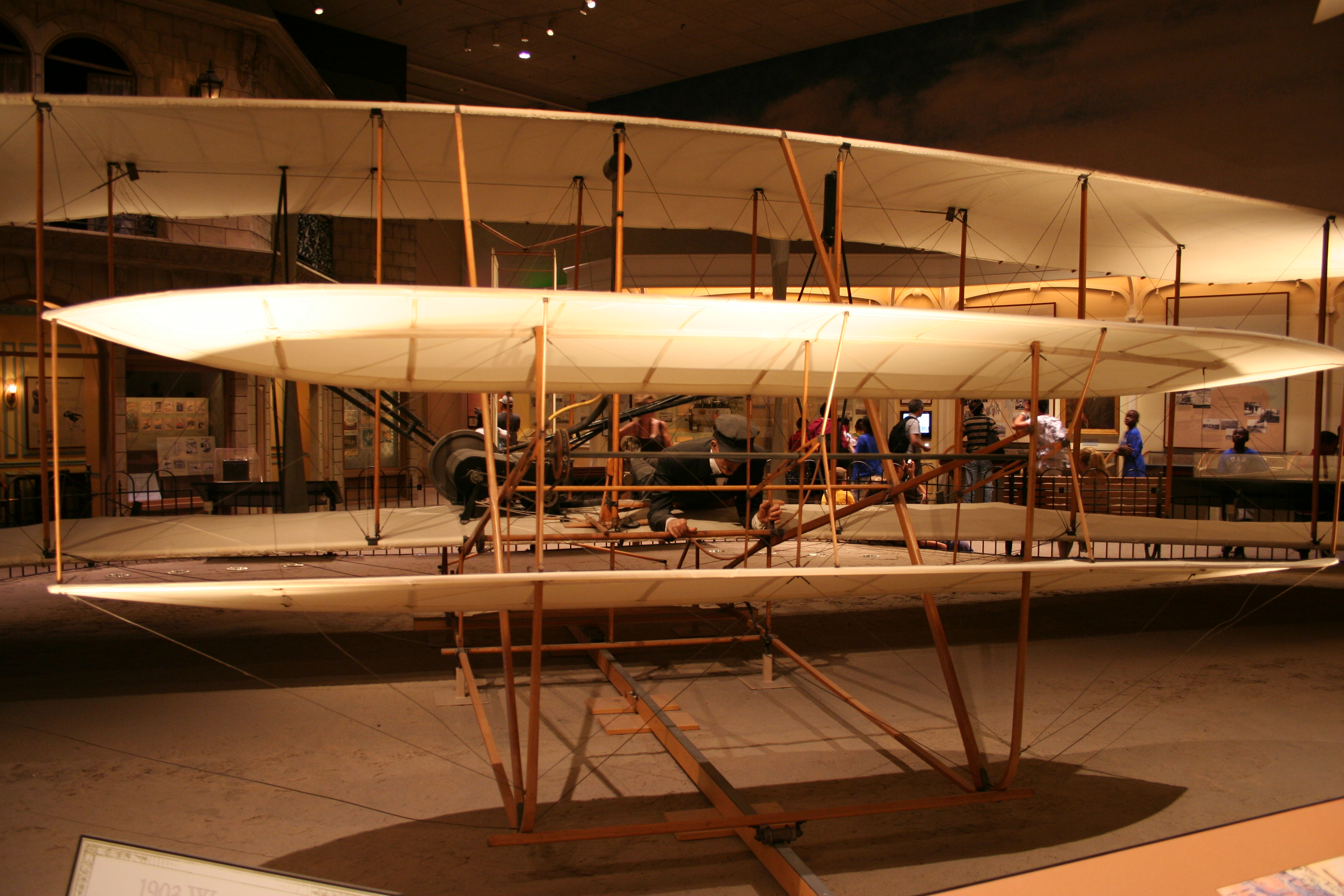
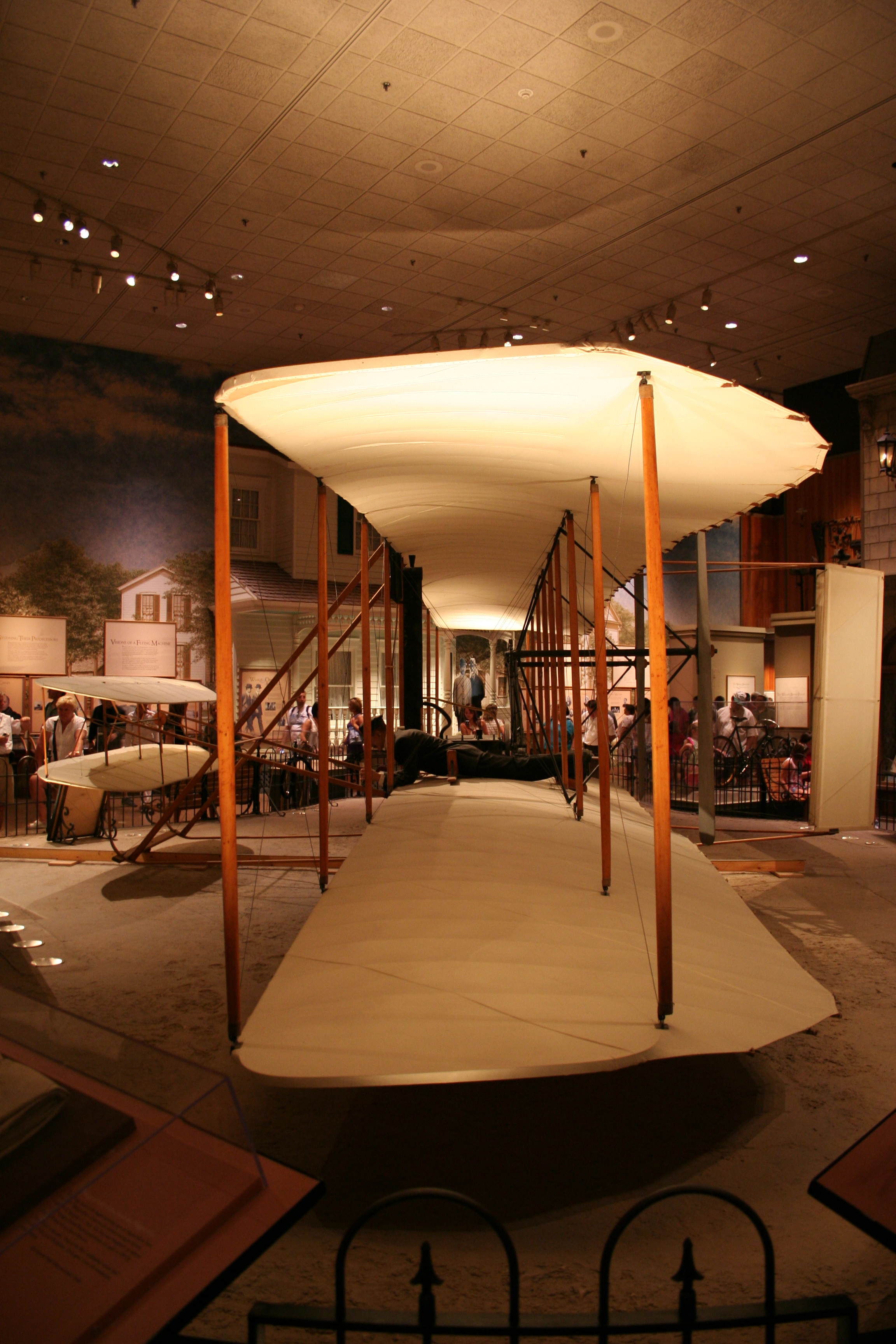
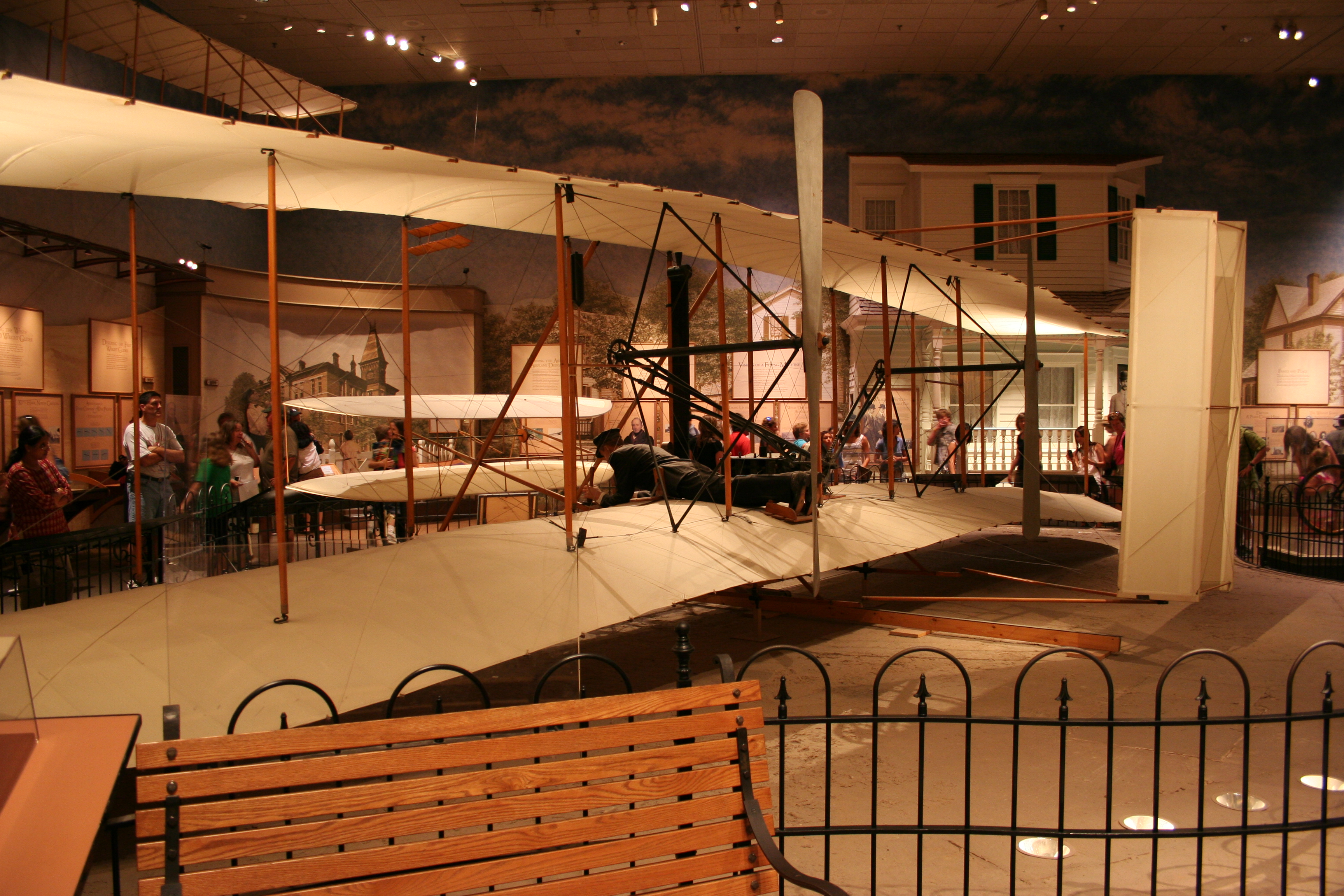
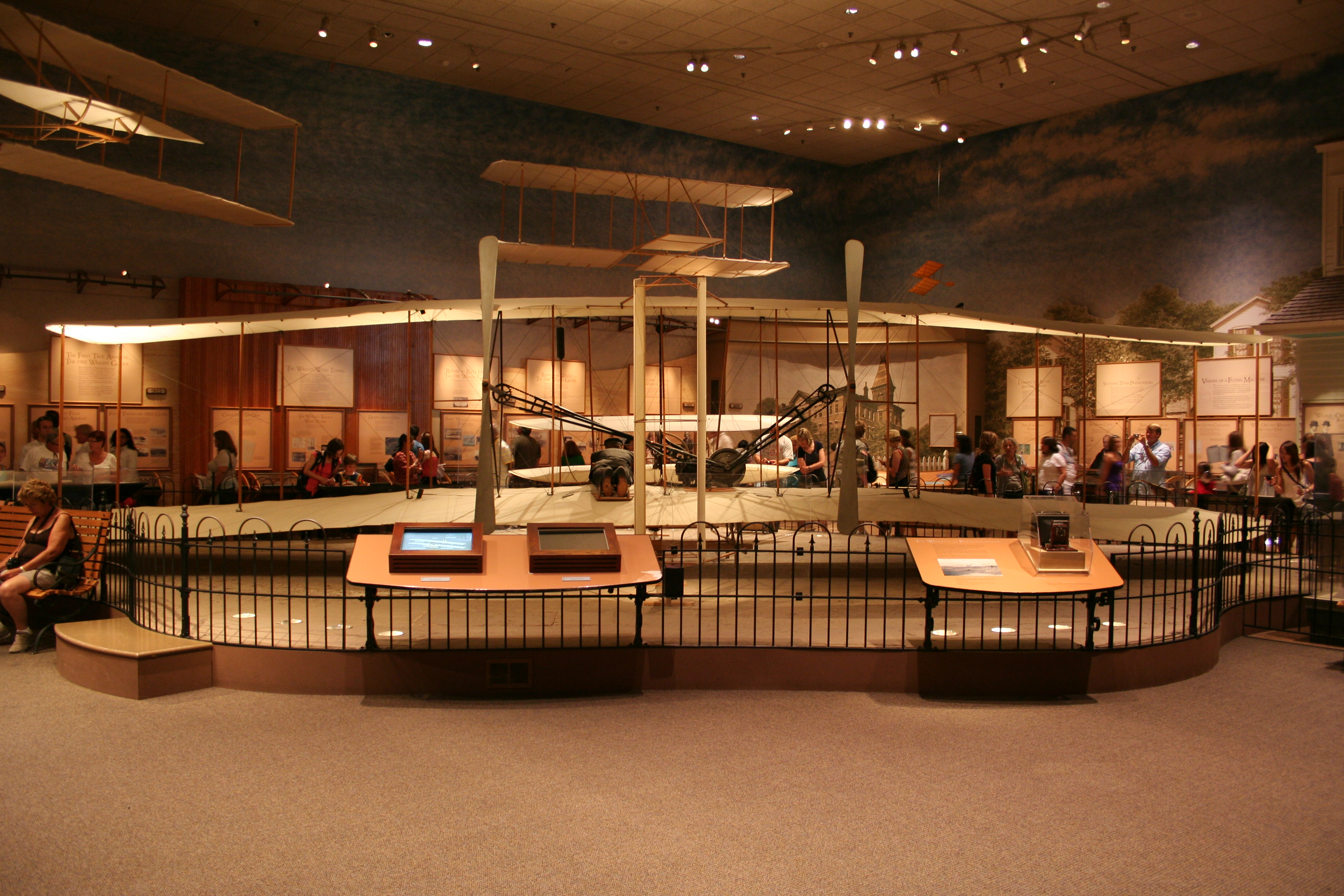

- Kronika filmowa z 1945 przedstawiająca historię pierwszych lotów, włącznie z lotem braci Wright